# INDICASAT-AIP
El Instituto de Investigaciones Científicas y Servicios de Alta Tecnología AIP (INDICASAT-AIP) es una institución de investigación científica establecida en la ciudad de Panamá enfocada en la promoción de  estudios científicos en diversas disciplinas.

## Historia
El INDICASAT-AIP fue establecido por la Secretaría Nacional de Ciencia, Tecnología e Innovación (SENACYT) de Panamá en el año 2002. Su objetivo principal es fomentar el desarrollo de la ciencia en Panamá. En 2007, el INDICASAT estableció su figura legal en la modalidad de Asociación de Interés Público (AIP). Colaboró en la creación del primer Programa de Doctorado en Investigación Biomédica y Clínica en Panamá y Centroamérica, junto con la Facultad de Medicina de la Universidad de Panamá. En 2014 fue aprobado por el Consejo de Ciencias de la Salud y el primer programa de doctorado nacional en biotecnología fue desarrollado a través de un memorando de entendimiento con la Universidad Acharya Nagarjuna (ANU), en India.
En el 2016, organizó la Conferencia Internacional sobre los Últimos Avances en Biomedicina y Ciencias Interdisciplinarias, donde se entregaron las Medallas de Ciencia de Panamá a Robert Huber, Premio Nobel de Química en 1988, y a Moncef Slaoui.
Durante la pandemia de COVID-19 en el año 2020, se llevó a cabo el desarrollo del Medio de Transporte Viral (MTV) en conjunto entre INDICASAT-AIP, el Ministerio de Salud (MINSA), el Instituto Conmemorativo Gorgas de Estudios de la Salud (ICGES) y la SENACYT (Secretaría Nacional de Ciencia, Tecnología e Innovación), con el objetivo contribuir al manejo y la contención de la pandemia.

## Áreas de investigación
- Biodiversidad y Descubrimiento de Drogas
- Neurociencias
- Biología Celular y Molecular de Enfermedades
- Investigaciones Clínicas y Medicina Traslacional
- Innovación y Transferencia de Tecnología
- Asuntos Académicos y Colaboración
- Bioinformática
- Bioterio